# NGC 7816
NGC 7816 (другие обозначения — PGC 263, UGC 16, MCG 1-1-18, ZWG 408.18, IRAS00012+0712) — галактика в созвездии Рыбы.
Этот объект входит в число перечисленных в оригинальной редакции «Нового общего каталога».